# Einflügler

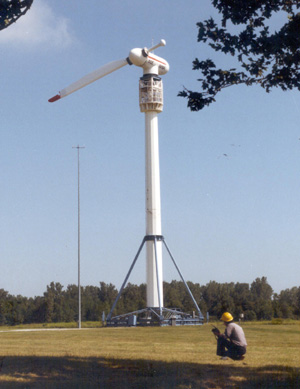
Mod-0: Einblatt-Windturbine der NASA

Einflügler sind Windkraftanlagen mit nur einem einzigen Rotorblatt. Es gab einige Projekte, die die Entwicklung von Einflüglern zur großtechnischen Stromerzeugung zum Ziel hatten. Keines ist über die Aufstellung von Prototypen hinaus gekommen.

## Prinzipielle Eigenschaften
Je größer die Rotoren, desto höher die Materialbelastung der Blätter. In dieser Hinsicht erscheint die Konzentration des Materials auf nur ein Blatt vorteilhaft – es lassen sich im Prinzip größere Anlagen bauen. Ein einzelnes Blatt verursacht allerdings größere Randwirbelverluste, was durch eine höhere Schnelllaufzahl ausgeglichen werden kann, seit es Profile mit Gleitzahlen weit unter 0,01 gibt. Mit der höheren Schnelllaufzahl verbunden ist ein schlankeres Blatt, was einerseits den Stabilitätsvorteil zunichtemacht, andererseits einen wirtschaftlichen Vorteil bedeutet: Das Eigengewicht des Rotors liegt unter dem eines dreiblättrigen Rotors. Es muss zudem nur ein Rotorblatt angefertigt und montiert werden. Ein weiterer Vorteil höherer Schnelllaufzahl ist ein geringeres Drehmoment und damit geringerer Materialaufwand für Getriebe und Generator.
Die optimale Schnelllaufzahl liegt für Einflügler bei 15 gegenüber 8 bei Dreiflüglern. Entsprechend deutlicher sinkt bei Verschmutzung oder Vereisung die Effizienz. Während Dreiflügler oft aus Gründen des Lärmschutzes – was im Meer allerdings keine Rolle spielt – auf Schnelllaufzahlen von nur 6 oder 7 ausgelegt werden, sind die – mit der fünften Potenz der Geschwindigkeit ansteigenden – Geräuschemissionen von Einflüglern das einschränkende Kriterium für ihre mögliche Standortwahl im Binnenland.

## Geschichte

### Monopteros

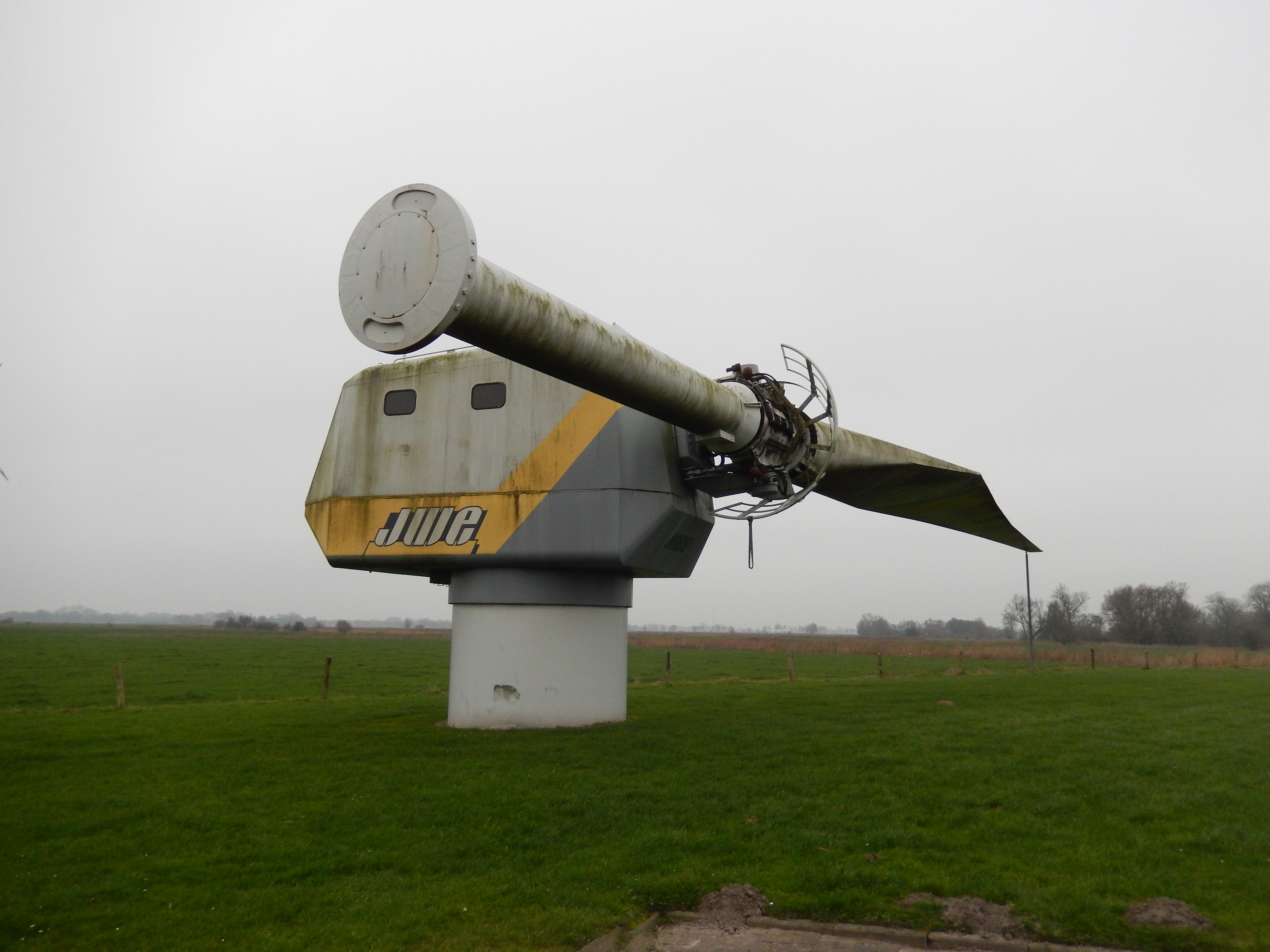
Ehemaliger MBB-Flügel für den Monopteros in Wilhelmshaven

Nach der Entwicklung der Großen Windkraftanlage Growian in den 1980er Jahren begann MBB mit der Entwicklung einer größeren Windenergieanlage mit einem einflügeligen Rotor unter dem Namen Monopteros. Der Rotor des Monopteros (von griech. mónos = eins und pterón = Flügel) war im Lee, also auf der vom Wind abgewandten Seite des Turms montiert. Gegenüber dem einzelnen Rotorblatt wurde ein Gegengewicht in Form eines relativ kleinen Metallkörpers verwendet.
Auf dem Versuchsfeld des Deutschen Windenergie-Instituts (DEWI), dem Jade-Windpark bei Wilhelmshaven wurden 1989 drei Anlagen vom Typ Monopteros 50 mit je 640 kW Nennleistung erstellt. Im Norden von Bremerhaven entstand eine weitere. Die Anlagen hatten einen Rotordurchmesser von 56 m und eine Nabenhöhe von 60 m.
Die Entwicklung und der Testbetrieb wurden durch das BMFT gefördert.
Die drei Anlagen bei Wilhelmshaven wurden aufgrund der damaligen technischen Mängel demontiert.
Die WKA in Bremerhaven erlitt durch eine Sturmböe einen Schaden, weil das Blatt stark ausschlug und seine Spitze von einem Halteseil des Turmes abgetrennt wurde. Eine Reparatur war zu teuer und die Anlage wurde später ebenfalls demontiert. Weitere Einflügler wurden nicht installiert.
Ab August 1988 wurden in Cappel-Neufeld (Landkreis Cuxhaven) 15 Anlagen mit 30 kW als Teil eines Pilotprojektes im Windpark Cuxhaven betrieben. Der Kaufpreis betrug seinerzeit pro Stück umgerechnet 45.000 Euro.
Ende August 1992 wurde damit begonnen die 15 Anlagen im Windpark Cuxhaven nach vier Jahren Betriebszeit zu demontieren, weil einige technische Schwierigkeiten nicht zu lösen waren. Die Anlagen hatten nicht die zugesicherte Leistung erbracht, wie von Seiten des damaligen Betreibers Überlandwerk Nord-Hannover (ÜNH), jetzt EWE AG, mitgeteilt wurde. Statt, wie zugesagt, 1 GWh Strom pro Jahr zu erzeugen, standen die Anlagen fast die Hälfte der vier Jahre still.
Die damalige Bauform konnte sich aufgrund der bauartbedingten starken Lastwechsel und niederfrequenter Schallemissionen nicht durchsetzen.

### NASA
Ende der 1980er Jahre experimentierte auch die NASA mit einflügligen Windkraftanlagen. Allerdings ist aus diesen Versuchen kein marktreifes Modell hervorgegangen.

### Firma ADES
Die spanische Firma ADES baute um 2010 eine 250-KW-Testanlage.